# Frank Nobilo
Frank Nobilo, född den 14 maj 1960 i Auckland, Nya Zeeland, är en före detta professionell golfspelare och arbetar idag som analytiker för en tv-kanal. Han är av kroatiskt ursprung.
1978 vann Nobilo vid 18 års ålder amatörmästerskapen i Nya Zeeland, och blev därmed den näst yngsta någonsin att vinna tävlingen. I november 1979 blev han professionell.
1985 började Nobilo spela på Europatouren på heltid, efter att ha spelat olika utvalda tävlingar 1982 och 1983. Han vann för första gången 1988, då han vann PLM Open. Han vann efter detta ytterligare fyra Europatourtävlingar. 1997 började han spela på PGA Tour, och vann där Greater Greensboro Chrysler Classic, vilket blev hans enda seger på den touren.
Nobilo spelade i det internationella laget i de tre första Presidents Cup (1994, 1996, 1998).
Nobilo slutade spela professionellt 2003 på grund av skador.

## Europatoursegrar
- 1988 PLM Open
- 1991 Trophee Lancome
- 1993 Turespana Open Mediterrania
- 1995 BMW International Open
- 1996 Deutsche Bank Open TPC of Europe

## Andra segrar
- 1978 New Zealand Amateur Championship
- 1979 New Zealand Under-25 Stroke Play Championship
- 1982 Reschs Pilsner New South Wales PGA Championship (PGA Tour of Australasia)
- 1985 Nissan/Mobile New Zealand PGA Championship
- 1987 New Zealand PGA Championship
- 1994 Sampoerna Indonesian Open (Asientouren)
- 1997 Hong Kong Open (Asientouren), Mexican Open (Tour de las Americas), Greater Greensboro Chrysler Classic (PGA TOUR)